# Infraleuna

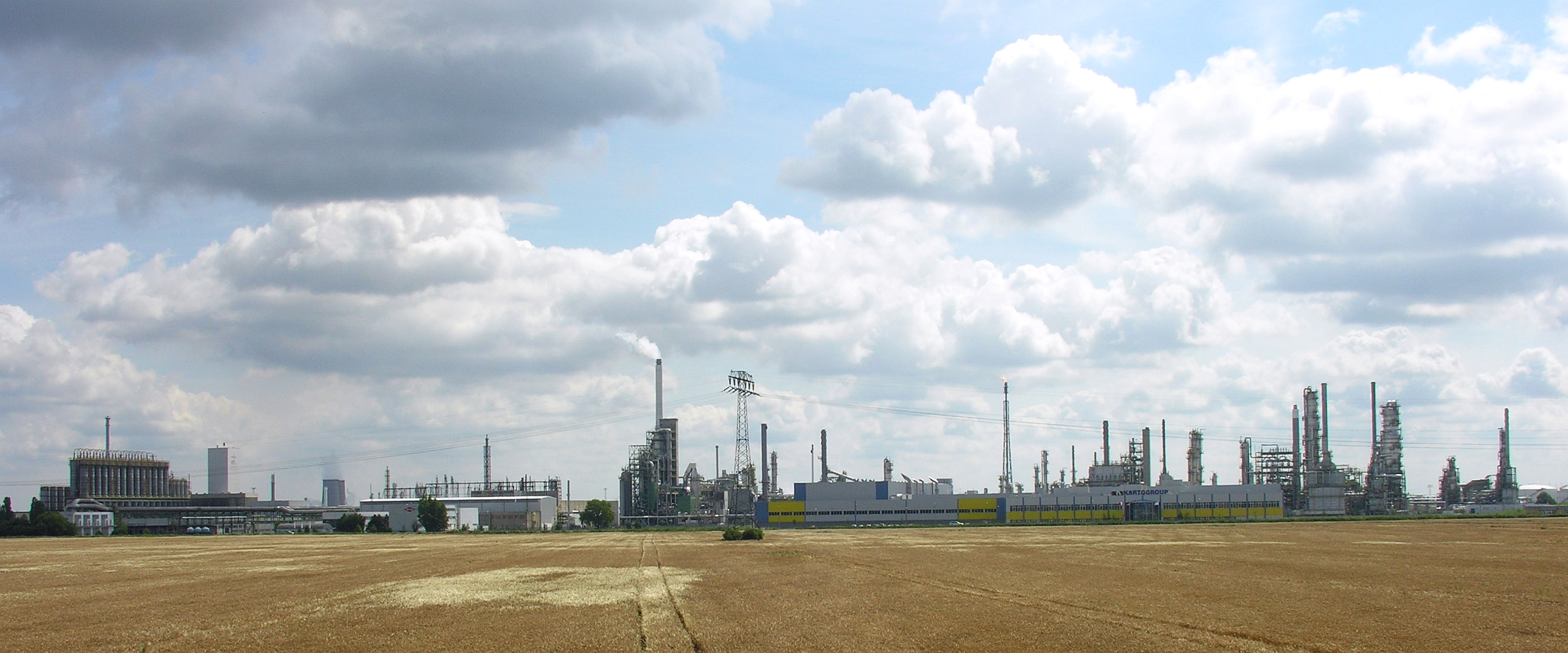
Chemie- und Industriepark Leuna – Westansicht

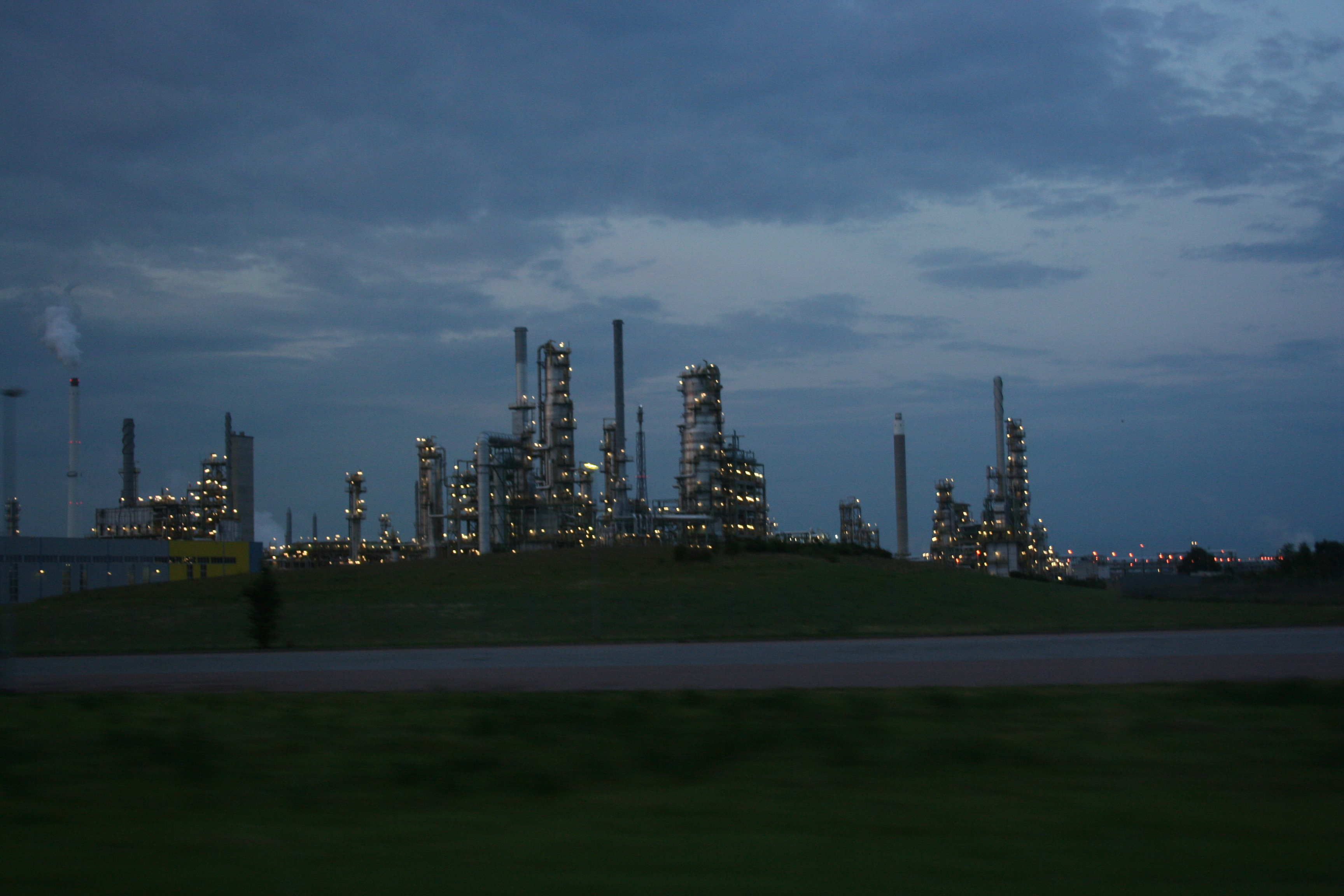
Teilansicht der Leunawerke

Die Infraleuna GmbH (Eigenschreibweise InfraLeuna) ist Eigentümer und Betreiber der Infrastruktureinrichtungen auf dem Gelände der früheren Leunawerke in Leuna. Sie arbeitet nach dem sogenannten Low-Profit-Prinzip.
Die Gesellschafteranteile sind auf mehrere am Standort ansässige Unternehmen verteilt.

## Unternehmensspektrum
Das Unternehmensspektrum umfasst Service-Leistungen für Firmen des Standortes:
- Medien: Energie – Elektroenergie, Erdgas, Dampf, Druck- und Steuerluft, Deionat, Wasser – Frischwasser, Trinkwasser, Rückkühlwasser,
- Infrastruktur: Straßen, Rohrbrücken, Kabeltrassen, Eisenbahnnetz
- Sicherheit: Feuerwehr, Werkschutz, Sicherheit/Umweltschutz
- Dienstleistungen: Logistik, Telekommunikation, Analytik, Werksärztlicher Dienst, Facilitymanagement, Standortentwicklung, Archiv, Ingenieurtechnik, Abwasserentsorgung

Darüber hinaus ist die InfraLeuna auch Standortentwickler, der Neuansiedlungen am Chemiestandort Leuna mit mehr als 7,5 Milliarden € Investitionen seit 1990 begleitet.

## Geschichte
1990 begann die Privatisierung einzelner Geschäftsfelder der Leunawerke, verbunden mit der Stilllegung unrentabler Anlagen und der Ausgliederung nicht chemietypischer Bereiche. 1991 folgte der Neubau des Zentrums für technische Gase und Ansiedlung der Linde AG. ELF erhielt 1992 durch das Abkommen mit der Treuhandanstalt in Berlin die Erlaubnis zum Bau einer Raffinerie mit einer Kapazität von 10 Millionen Tonnen sowie dem Kauf der Minol AG. Im August 1993 nahm die neu entstandene Wasserstoffperoxid-Anlage der Firma Arkema ihren Betrieb auf.
Mit der Ansiedlung der DOMO-Gruppe, die den Caprolactam-Bereich der Leunawerke übernahmen, entstanden 1994 weitere Produktions- und Verarbeitungsstätten u. a. für Schwefelsäure und Hydroxylammoniumsulfat. Im Mai begannen die Bauarbeiten für die heutige TOTAL Raffinerie Mitteldeutschland.
Durch die Privatisierung des Polyamidbereiches der Leunawerke entstand 1995 die LEUNA-Miramid GmbH (heute BASF Leuna GmbH).
1996 war die Gründung der InfraLeuna Infrastruktur und Service GmbH (heute InfraLeuna GmbH) als Eigentümer und Betreiber der Infrastruktur-Einrichtungen. Die LEUNA Polymer GmbH (heute Innospec Leuna GmbH) nahm den Produktionsbetrieb für Wachse auf. Die Mitteldeutsche Erdoel-Raffinerie GmbH (heute Total Raffinerie Mitteldeutschland GmbH) ging nach zweieinhalbjähriger Bauzeit 1997 in Betrieb. Dies stellte die größte Direktinvestition eines französischen Konzerns in den neuen Bundesländern dar.
Mit Envia Mitteldeutsche Energie ließ sich 1998 ein weiteres Energieunternehmen in Leuna nieder, und es wurde ein neues Kraftwerk gebaut. Die Addinol Lube Oil GmbH verlagerte 1999 Teile ihrer Produktions- und Lagerkapazitäten nach Leuna. Die Leuna-Tenside GmbH erweiterte ihr Geschäftsfeld. Die KataLeuna GmbH Catalysts (gehört seit 1998 zur Shell-Gruppe) baute 2000 eine neue Katalysatorenfabrik.
Die LEUNA-Harze GmbH setzte 2003 die Produktion von Epoxidharzsystemen und Spezialharzen fort und erweiterte die Epoxidharzproduktion mit der Inbetriebnahme der Anlage LEUNA-Harze 2 auf über 20.000 Tonnen pro Jahr. Die Linde AG eröffnete den Steamreformer II. Die MVV TREA Leuna GmbH startet mit dem Bau einer Thermischen Restabfallbehandlungs- und Energieverwertungs-Anlage (TREA). Die Kartogroup Deutschland GmbH siedelte sich 2004 am Standort an und begann mit der Produktion von Hygienepapieren. Die LCP Leuna Carboxylation Plant GmbH siedelte sich 2005 in Leuna an. Auf die Bekanntgabe des Baus einer Wasserstoffverflüssigungsanlage durch die Linde AG folgte ein erster Spatenstich für neue Produktionsflächen der Addinol Lube Oil GmbH, die Inbetriebnahme der MVV TREA Leuna I und der Spatenstich für TREA II. 2006 war der Produktionsstart der Phenolharzanlage der LEUNA-Harze GmbH und Baubeginn der neuen Luftzerlegungsanlage der Linde.
Die ADDINOL LUBE OIL GmbH weihte ihre neuen Produktionsanlagen ein. Damit wurde die bisher ausgelagerte Fertigung von rund 300 Produkten zurückgeholt. Die P.O.X.-Methanolanlage der TOTAL Raffinerie Mitteldeutschland wurde in der Folge für 42 Mio. Euro modernisiert. Die KataLeuna GmbH begann mit der Grundsteinlegung für eine neue Katalysatorenfabrik. Der Produktionsstart der 30 Mio.-Euro-Investition sollte Anfang 2009 sein. Die Linde nimmt die zweite Wasserstoffverflüssigungsanlage sowie eine neue Luftzerlegungsanlage in Betrieb. Die Investitionen beliefen sich auf rund 60 Mio. Euro. Die Leuna-Harze GmbH erweiterten die Epoxidharz-Produktion auf 40.000 Tonnen Flüssigharz pro Jahr durch die Inbetriebnahme der Anlage LEUNA-Harze III. Mit der Inbetriebnahme der TREA II verdoppelte die MVV Trea ihre Verbrennungsleistung auf 390.000 Tonnen im Jahr.
Für 120 Mio. Euro errichtete die Total Raffinerie Mitteldeutschland GmbH 2008 eine dritte Entschwefelungsanlage zur Herstellung von Flugturbinenkraftstoff und schwefelarmen Heizöl. Die Xentrys Leuna GmbH investierte 12 Mio. Euro in die Erweiterung ihrer Produktionsanlagen. Die InfraLeuna begann mit der Errichtung einer neuen Kondensationsturbine mit dem Ziel, flexibler auf den Strom- und Gasmärkten zu agieren. Dadurch entstanden zusätzliche Effekte für den Standort.
Mit der Inbetriebnahme einer weiteren Phenolharzanlage erhöhte die Leuna-Harze GmbH die Produktionskapazität von BPF-Epoxidharz auf 10.000 Tonnen pro Jahr und erweiterte ihre Kapazität der Glycidether-Produktion auf 7.000 Tonnen pro Jahr durch die Inbetriebnahme der Glycidether-Anlage II.
Die Minakem Leuna GmbH erweiterte 2009 die Mehrproduktanlage zur Herstellung von Spezialchemikalien und Pharmawirkstoffen. Im April erfolgte die offizielle Bekanntgabe der Etablierung des Chemisch-Biotechnologischen Prozesszentrums (CBP) am Standort Leuna (50 Mio. €). Die AGRO Service Nord Produktion Leuna GmbH (heute AGROFERT Deutschland GmbH) nahm eine Produktionsanlage für Flüssigdüngemittel (5 Mio. €) in Betrieb. DOMO Caproleuna GmbH beging Richtfest für ihr neues Düngemittellager (30 Mio. €). Die Total Raffinerie Mitteldeutschland GmbH nahm ihre neugebaute Entschwefelungsanlage vorfristig in Betrieb. Die FP-Pigments GmbH weihte eine Produktionsanlage zur Herstellung von Pigmenten ein. Die WEPA Leuna GmbH erwarb rechtsverbindlich die Assets der Kartogroup in Leuna. Die KataLeuna GmbH Catalysts nahm eine Produktionsanlage für neue Katalysatoren in Betrieb.
Im März 2010 nahm die DOMO Caproleuna GmbH ihr neues Düngemittelumschlagzentrum in Betrieb. Die feierliche Inbetriebnahme einer Kondensations-Dampfturbine der InfraLeuna (20 Mio. €) erfolgte im Mai 2010. Die Quadrimex Sulfur Chemicals GmbH & Co. KG übernahm im Mai 2010 die Anlagen der Schwefelchemie der ChemComm Leuna. Im November 2010 wurde das "Remote Operations Center" der Linde AG eingeweiht. Im Dezember 2010 erfolgte der 1. Spatenstich für das Chemisch-Biotechnologische Prozesszentrum der Fraunhofer-Gesellschaft.
Im Jahr 2012 ging die Chlor-Alkali-Elektrolyse-Anlage der Leuna-Harze GmbH in Betrieb. Das Investitionsvolumen für die Chlor- sowie Epichlorhydrin-Anlage lag bei ca. 70 Mio. Euro.
Die ThyssenKrupp Uhde GmbH nahm 2013 eine Pilotanlage zur Herstellung von Milch- und Bernsteinsäure sowie Derivaten in Betrieb (23 Mio. €).
Im Zuge des Shut-Down 2014 erneuerte die Total Raffinerie Mitteldeutschland GmbH in der FCC-Anlage Regenerator und Reaktorkuppel.
Im Oktober 2014 erfolgte die Inbetriebnahme eines neuen Mitteldruckdampfversorgungssystems am Chemiestandort.
Die InfraLeuna investierte im Jahr 2015 30 Mio. Euro zur Verbesserung der Infrastruktur am Chemiestandort. Dazu zählen die Errichtung/Umbau einer Zentralwarte, die Anbindungen für ein Hochdruckdampfversorgungssystem, verschiedene eisenbahntechnische Anbindungen, der Ersatz von zwei Lokomotiven, die Errichtung eines Container-Gefahrstofflagers sowie der Umbau der Zentralen Abwasserbehandlungsanlage.
Die LEUNA-Harze GmbH investierte rund 15 Millionen EUR, um die Produktion an Epoxidharzhärtern am Chemiestandort Leuna auszubauen.
2016, zum 100-jährigen Jubiläum des Chemiestandortes, nahm die InfraLeuna in Anwesenheit der Bundeskanzlerin Dr. Angela Merkel die neue Zentralwarte offiziell in Betrieb.
Die CRI Calatyst Leuna GmbH (heute Shell Catalysts & Technologies Leuna GmbH) nahm eine neue Reduktionsanlage in Betrieb.
2017 erweiterte die LEUNA-Harze GmbH die Harzproduktion mit einer neuen Anlage und investierte rund 45 Millionen Euro, um die Produktion an Epoxidharzen am Chemiestandort Leuna signifikant auszubauen.
Die TOTAL Raffinerie Mitteldeutschland und DOMO Chemicals haben 2018 ein 60-Millionen-Euro Projekt zur Herstellung und Extraktion von Benzol eingeweiht.
2019 begann die Firma Aurora Deutschland GmbH mit dem Bau einer Anlage zur Herstellung von Cannabis für medizinische Zwecke.
Die TOTAL Raffinerie Mitteldeutschland GmbH startete ein 150-Millionenprogramm zur Steigerung der Methanolproduktion durch Produktionserhöhung der Visbreakeranlage und der Aufrüstung der POX/Methanolanlage. Die Arbeiten werden bis Ende 2021 andauern.
Im Oktober 2019 begann die Linde mit dem Bau eines neuen Wasserstoff-Verflüssigers in Leuna.
Im Juli 2020 erfolgte der Spatenstich zur Erweiterung und Modernisierung des Kraftwerkes GuD2 der InfraLeuna GmbH zur weiteren Verbesserung der Effizienz und Flexibilität der Energieversorgung am Chemiestandort Leuna. Die InfraLeuna GmbH investiert ca. 145 Mio. Euro in das Projekt.
Im August 2020 starteten das Fraunhofer-Zentrum für Chemisch-Biotechnologische Prozesse CBP in Leuna und das Fraunhofer-Institut für Mikrostruktur von Werkstoffen und Systemen IMWS in Halle (Saale) den Bau einer Pilotanlage mit fünf MW Leistung zur Erzeugung von Grünen Wasserstoff. In dieser Elektrolysetest- und -versuchsplattform soll getestet werden, wie Wasserstoff kostengünstig und in großen Mengen produziert, transportiert und gespeichert werden kann.
Im September 2020 gab die TOPAS Advanced Polymers GmbH – eine Tochter der japanischen Polyplastics-Gruppe – ihre Ansiedlungspläne für den Chemiestandort Leuna bekannt. Die Anlage zur Herstellung von Kunststoffgranulat soll Mitte 2023 in Betrieb gehen.

## Ansässige Unternehmen
Seit 1990 haben sich über 100 Unternehmen, darunter international tätige Konzerne wie Arkema, BASF SE, DOMO, Eastman Chemical, Innospec, Linde AG und Total, ebenso wie zahlreiche mittelständische Unternehmen für den Chemiestandort Leuna entschieden.